# Elizabeth Maria Molteno
Elizabeth Maria (Betty) Molteno (Beaufort-Wes, 24 september 1852 - Trevone, 25 augustus 1927) was een strijdster voor burger- en vrouwenrechten in Zuid-Afrika. Zij werkte samen met Emily Hobhouse en Mahatma Gandhi.

## Jeugd
Elizabeth Molteno werd geboren in een groot gezin van Italiaanse afkomst dat behoorde tot de elite van de Kaapkolonie. Zij was de dochter van John Molteno en Elizabeth Maria Jarvis. Haar vader werd in 1872 de eerste premier van de kolonie. Elizabeth had achttien broers en zusters die voor het merendeel belangrijke posities in de zakenwereld en de politiek zouden gaan bekleden.
Zij groeide op in de beschermde omgeving van het familiedomein in Kaapstad. Haar vader reisde regelmatig terug naar Europa en nam de oudere kinderen dan vaak mee. Zo kwam Elizabeth op jonge leeftijd in Londen en Italië.
Zij bleek al vroeg een onconventionele persoonlijkheid te zijn die zich weinig gelegen liet liggen aan de conventies die in het victoriaans tijdperk aan vrouwen werden gesteld. Na haar middelbare school koos ze dan ook niet voor een huwelijk maar voor verdere studie in Cambridge.

## Onderwijs
Na haar studie koos zij voor een carrière in het onderwijs, een van de weinige beroepsmogelijkheden die in de 19e eeuw open stonden voor vrouwen. Ze werd eerst onderwijzeres en later schoolhoofd van de Collegiate School, een meisjesschool in Port Elizabeth. Zij toonde zich een progressief docente die weinig op had met de gangbare methodes.
Haar hele leven bleef zij overtuigd van het grote belang van onderwijs voor de ontwikkeling van meisjes en vrouwen. Omdat zij financieel onafhankelijk was kon ze het zich veroorloven om haar werk als docente onbetaald te doen.

## Vredesactivisme

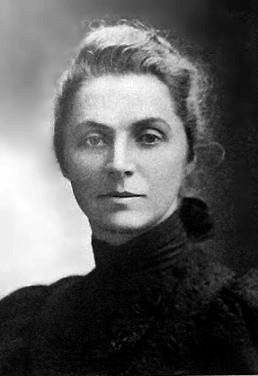
Emily Hobhouse

Molteno was sterk gekant tegen de Tweede Boerenoorlog. Toen de strijd losbarstte verloor zij haar werk. Anti-oorlogsactivisten werden door hun tegenstanders als Boerengezind bestempeld. De blanke gemeenschap van Port Elizabeth was bovendien op de hand van de Britten. Toen Molteno weigerde om haar politieke activiteiten op te geven werd zij gedwongen om ontslag te nemen.
Zij was medeoprichtster van de South Africa Conciliation Committee. In 1899 verhuisde ze naar Kaapstad om daadwerkelijk actief te kunnen worden in het comité. Daar was zij betrokken bij de organisatie van protestbijeenkomsten waar duizenden op af kwamen. Zij sloot een hechte vriendschap met Emily Hobhouse en Olive Schreiner. De drie vrouwen waren samen betrokken bij humanitaire activiteiten ten behoeve van de slachtoffers van de oorlog, met name kinderen in de Britse concentratiekampen.
In Port Elizabeth leerde zij Alice Matilda Greene (1858-1920) kennen, een tante van Graham Greene. Alice Greene was adjunct schoolhoofd van de Collegiate School. Door Moreno raakte zij betrokken bij de anti-oorlogsacties. Voor de twee vrouwen was dit het begin van een levenslange vriendschap.

## Samenwerking met Gandhi

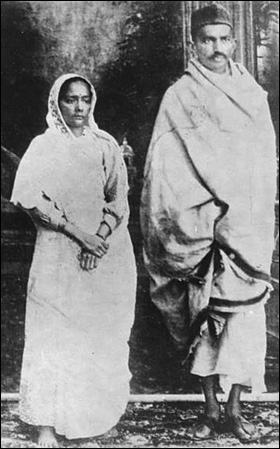
Mahatma Gandhi en zijn vrouw Kasturba in 1914

Na de Boerenoorlog raakte Molteno gedesillusioneerd over de politieke ontwikkeling in Zuid-Afrika en vertrok zij naar Groot-Brittannië. Hier ontmoette zij in 1909 Mahatma Gandhi. De twee raakten bevriend en begonnen met elkaar te schrijven wat ze tientallen jaren hebben volgehouden.
In 1912 keerde Molteno terug naar Zuid-Afrika. Ze raakte betrokken bij de strijd voor een multiraciale samenleving en de strijd voor vrouwenkiesrecht. Ze bleek een begenadigd spreekster en werd een vaak gevraagd voor politieke bijeenkomsten. Daarnaast publiceerde ze in meerdere Britse en Zuid-Afrikaanse tijdschriften.
Zij onderhield ook in Zuid-Afrika nauw contact met Gandhi en zijn echtgenote. Zij steunde Gandhi bij zijn activiteiten onder de Indiërs in Natal In toespraken in Durban riep zij de Indiërs op zich met Afrika te identificeren. In 1914 bezochten de Gandhis Kaapstad. Molteno wist hen bij de elite van de kolonie te introduceren. De eerste minister Louis Botha was bereid ze te ontvangen.
In de jaren die volgden zette Molteno zich in voor de rechten van de Zwarte Zuid-Afrikanen, waarbij ze samenwerkte met leiders als John Dube (de eerste secretaris-generaal van het ANC) en Sol Plaatje.

## Vrouwenkiesrecht
Elizabeth Molteno was haar leven lang betrokken bij de beweging voor vrouwenkiesrecht. Daarbij werkte ze samen met vrouwen uit alle etnische groepen. Ze bepleitte de rol van vrouwen in een multiraciaal Zuid-Afrika.
Na het uitbreken van de Eerste Wereldoorlog in 1914 zette zij zich samen met Emily Hobhouse en Olive Schreiner in voor steun aan gewetensbezwaarden die dienst wilden weigeren. Na de Russische Revolutie in het zicht van het einde van de oorlog raakte ook zij besmet door het virus van geloof in een nieuwe tijd waarin respect voor mensenrechten de basis zou zijn voor een samenleving met vrijheid van geweten waarin verschillen op basis van ras, godsdienst of geslacht geen plaats meer zouden hebben.

## Dood en nalatenschap

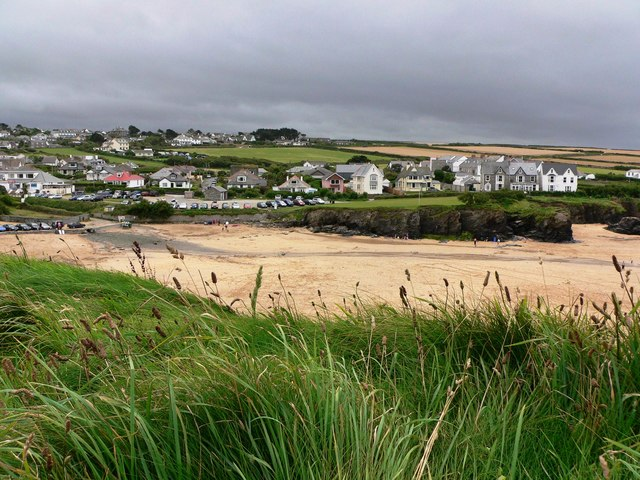
Trevone

Elizabeth Molteno is in 1927 in Trevone, Cornwall in Zuid-Engeland overleden. Ze is er begraven naast haar vriendin Alice Green. Hun grafschrift vermeldt: "They loved and served South Africa".
Zij wordt gezien als een van die invloedrijkste vrouwen van Zuid-Afrika gedurende de 19de en vroege 20ste eeuw, maar ook als een van de merkwaardigste Zuid-Afrikaanse vrouwen van haar generatie. Zij was haar tijd echter ver vooruit, waardoor haar rol in eerste instantie niet werd opgemerkt. De waardering voor haar, zeker in Zuid-Afrika, kwam pas jaren na haar overlijden.